# Edmar (ur. 1960)
Edmar, właśc. Edmar Bernardes dos Santos (ur. 20 stycznia 1960 w Araxy) – piłkarz brazylijski, występujący podczas kariery na pozycji napastnika.

## Kariera klubowa
Karierę piłkarską Edmar zaczął w klubie Brasília w 1977 roku. W lidze brazylijskiej zadebiutował 23 października 1977 w przegranym 0-3 meczu z CR Vasco da Gama. Z Brasílią trzykrotnie zdobył mistrzostwo Dystryktu Federalnego – Campeonato Brasiliense w 1977, 1978 i 1979 roku. W 1978 roku był królem strzelców ligi stanowej. W 1980 roku krótko występował w Cruzeiro EC, po czym przeszedł do EC Taubaté. W Taubaté został królem strzelców ligi stanowej São Paulo. W kolejnych latach ponownie występował w Cruzeiro. W barwach Cruzeiro był królem strzelców ligi stanowej. Występował także w Grêmio Porto Alegre i CR Flamengo. W 1985 roku występował w Guarani FC. W barwach Guarani z 20 bramkami został królem strzelców ligi brazylijskiej.
W latach 1986–1988 występował w klubach z São Paulo – SE Palmeiras i Corinthians Paulista. W 1987 roku został królem strzelców ligi stanowej São Paulo. W latach 1988–1991 występował we Włoszech w Pescarze Calcio. W 1991 roku powrócił do Brazylii do Clube Atlético Mineiro. Z Atlético Mineiro zdobył mistrzostwo stanu Minas Gerais – Campeonato Mineiro w 1991 roku. W kolejnych latach występował w Santosie FC, Rio Branco Americana i ponownie w Guarani FC. W Guarani 1 grudnia 1993 w przegranym 0-3 meczu z SE Palmeiras Edmar rozegrał ostatni mecz w lidze brazylijskiej. W lidze brazylijskiej rozegrał 173 mecze i strzelił 66 bramek. W latach 1995–1997 występował w Japonii w klubie Vegalta Sendai. Karierę piłkarską Edmar zakończył w Campinas FC w 1998 roku.

## Kariera reprezentacyjna
W reprezentacji Brazylii Edmar zadebiutował 10 lipca 1988 w zremisowanym 0-0 meczu z reprezentacją Argentyny podczas turnieju Bicentenary of Australia. Ostatni raz w reprezentacji wystąpił 4 sierpnia 1988 w wygranym 2-0 towarzyskim meczu z reprezentacją Austrii. W meczu tym strzelił w 58 min. bramkę. W tym samym roku Edmar brał udział w Igrzyskach Olimpijskich w Seulu, na którym Brazylia zdobyła srebrny medal. Na turnieju Edmar wystąpił w czterech meczach z Nigerią (bramka), Australią, Jugosławią i ZSRR.